# Andrija Prlainović
Andrija Prlainović (szerb cirill átírással: Андрија Прлаиновић) (Dubrovnik, 1987. április 28. –) olimpiai bajnok (2016, 2020), olimpiai bronzérmes (2008, 2012), kétszeres világbajnok (2009, 2015), és ötszörös Európa-bajnok (2006, 2012, 2014, 2016, 2018) szerb vízilabdázó. 2017-ben bajnokok ligáját nyert. 2020 áprilisában Marseille-be igazolt.

## Díjai, elismerései
- Az év európai vízilabdázója választás: harmadik helyezett (LEN) (2015)[2]
- A 2016-os férfi vízilabda-Európa-bajnokság legértékesebb játékosának választották.[3]
- LEN-szuperkupa győztes (1): 2017 – Szolnok